# Luiz Cláudio Ramos
Luiz Cláudio Ramos de Santos (Río de Janeiro, 25 de julio de 1949) es un instrumentista, compositor, arreglador, productor y director. 

## Biografía
Luiz Cláudio Ramos comenzó a tocar la guitarra de forma autodidacta alos 14 años de edad. Comenzó como guitarrista del conjunto La Brazuca, liderado por el pianista Antonio Adolfo, actuando desde 1969 hasta 1971.
En la década de 1970, continuó componiendo y, por sugerencia de Roberto Menescal, comenzó a hacer arreglos para algunos artistas cómo MPB-4, Fagner y Quarteto en Cy. En esa época, también trabajó como músico en grabaciones de Elis Regina, Erasmo Carlos, Odair José, Raul Seixas, Rita Lee, Carlos Lyra, Nara León y otros artistas.
En 1975, grabó junto al músico Mick Jagger, la canción Scarlet, en los estudios de  Polygram, en Río de Janeiro.
Dos años antes, dio inicio su asociación musical con Chico Buarque, participando de la grabación de la música Bárbara, de la banda sonora de la pieza Calabar: el Elogio de la Traición, de Chico Buarque y Ruy Guerra. Luiz participó, más tarde, de los discos Chico Buarque y Maria Bethânia En vivo (1975), Mis Caros Amigos (1976) y Chico Buarque (1978).
En 1980, grabó su primer disco: Luiz Cláudio Ramos, en la serie Música Popular Brasileña Contemporánea de la discográfica Polygram.
Durante los años 80, se transformó en músico estable de la banda de Chico Buarque. En 1989, además de instrumentista, pasó a ser su arreglador y productor musical de los shows y grabaciones. Fue director de la banda de Chico en el álbum Caravanas, de 2017.
En cine, compuso la banda sonora de la película El Sueño de Rose de Tetê Moraes, lanzado en 2000. Además de eso, se encargó la dirección musical del documental Vinicius, de Miguel Haría Júnior, rodado en 2005.
Tocó al lado de artistas como Carlos José, Sergio Ricardo, Johnny Alf, Eliana Pittman, Wilson Simonal, Miúcha, Tom Jobim, Edu Lobo, Francis Hime, Dori Caymmi, Caetano Veloso, João Donato, Ed Motta, Lisa Ono, entre otros.

## Discografía
- Luiz Cláudio Ramos (Polygram, 1980)
- Dos Hermanos (con Franklin de la Flauta) (Manaca Music, 2011)